# Fahrradständer

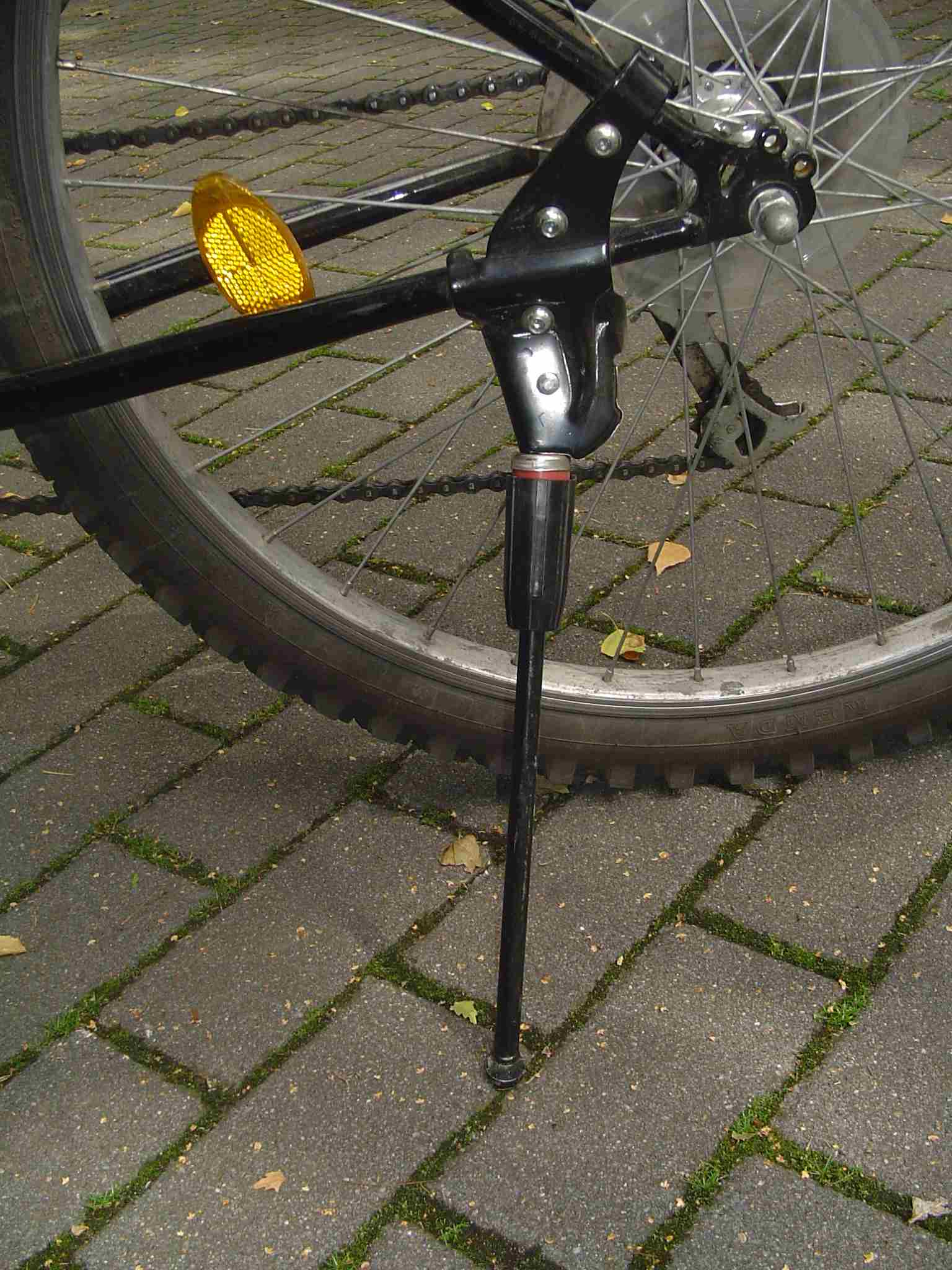
Einbeiniger Ständer am Hinterbau montiert

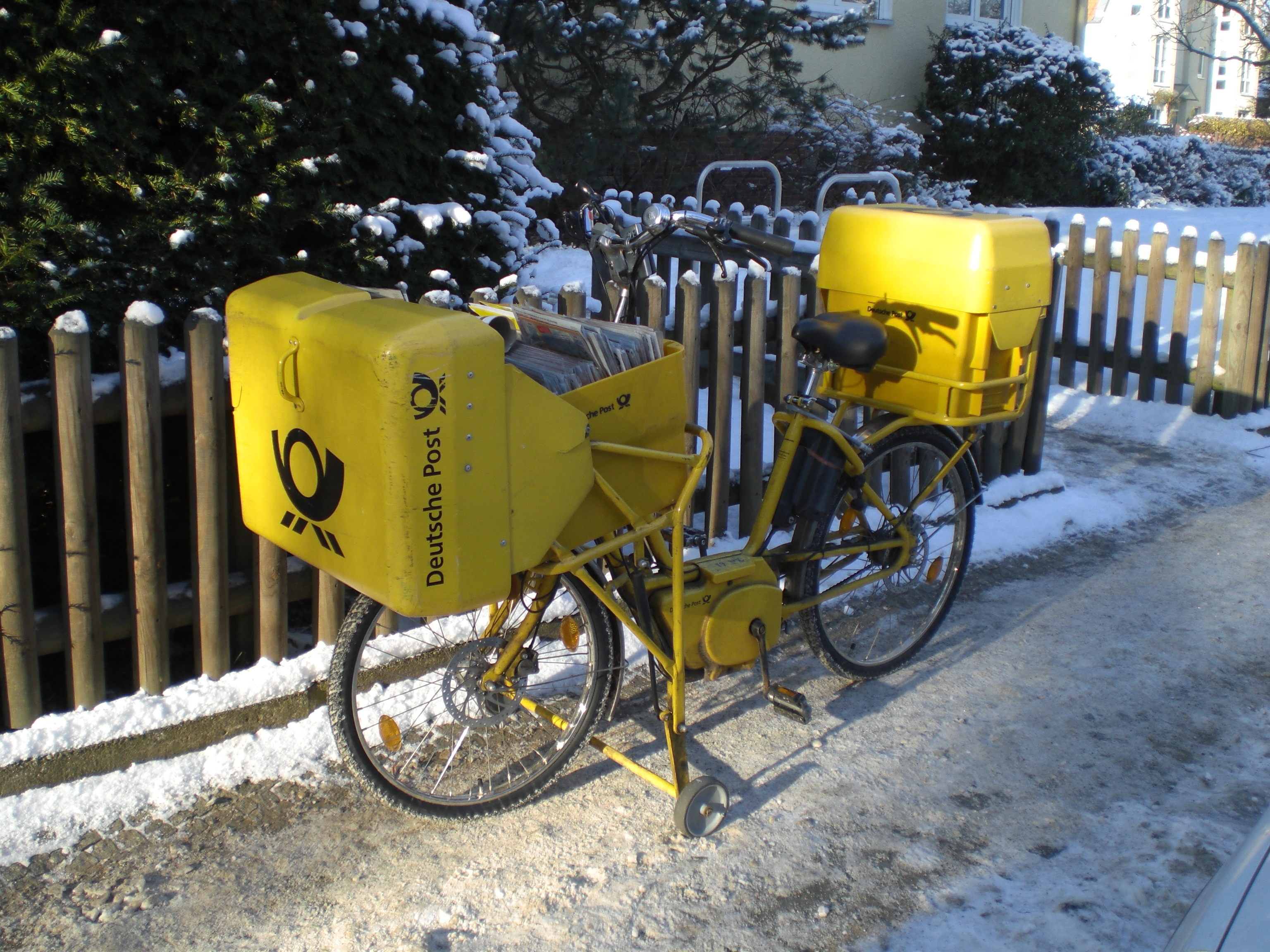
Ständer am Postrad

Fahrradständer (kurz: Radständer, Ständer) sind Bauteile zum standsicheren Abstellen eines Fahrrades. Typischerweise handelt es sich um ein oder zwei Metallstangen, die am Fahrrad befestigt sind und sich zum Gebrauch ausklappen lassen.

## Merkmale

### Grundsätzliches
Es gibt verschiedene Arten von Ständern, die ein mehr oder minder sicheres Abstellen eines Fahrrades erlauben. Sie fußen physikalisch zusammen mit den Laufrädern des Fahrrades alle auf dem System des stabilen Dreibeins. Länge und Ausladung des Fahrradständers sind dabei ausschlaggebend.

### Einbeinige Ständer

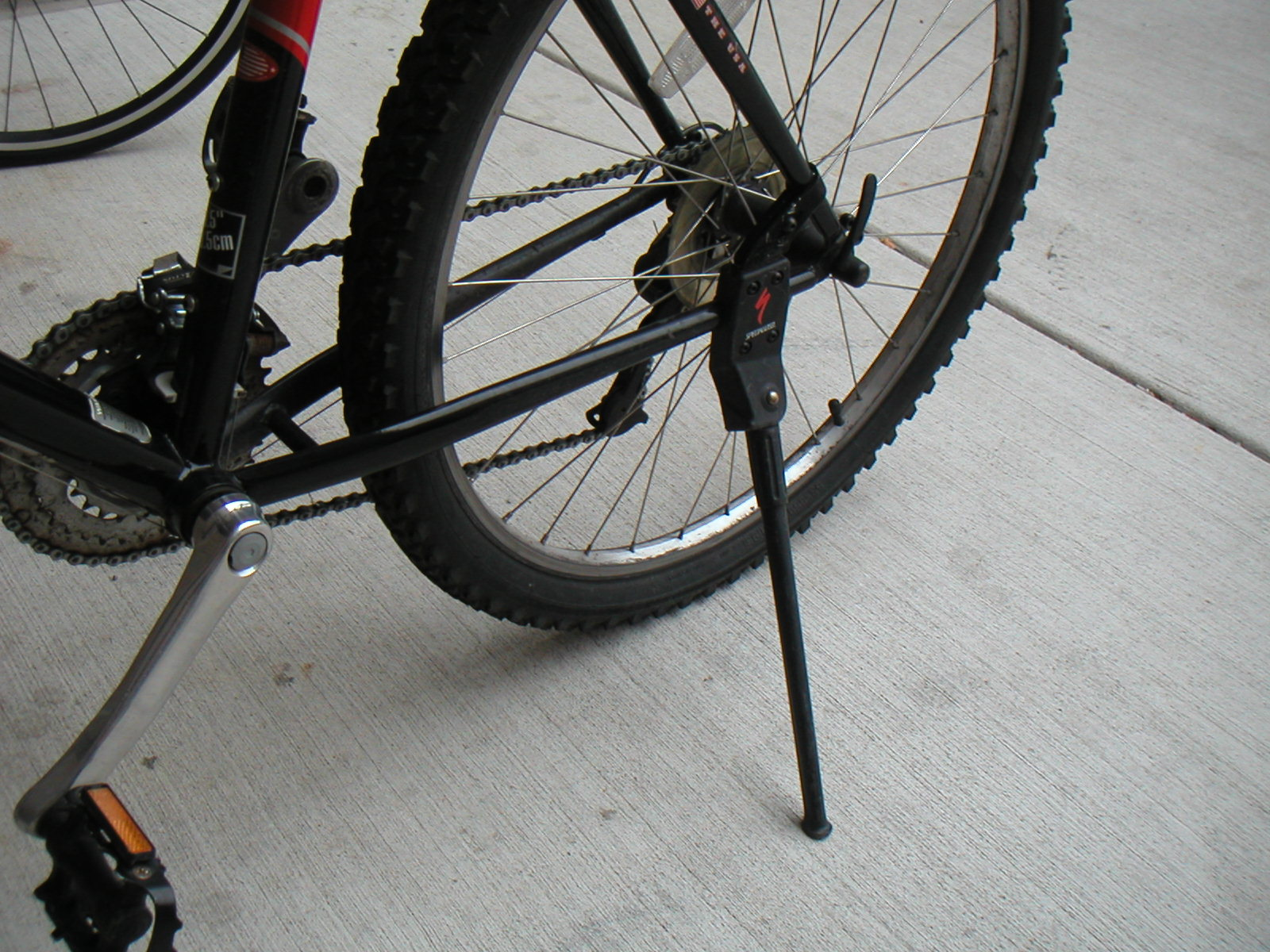
Einbein-Ständer an modernem Rad

Die Mehrzahl der Fahrradständer sind einseitige, einbeinige Ständer, die am Hinterbau oder im Bereich der Tretkurbel („Typ Parkstütze“) angebracht sind, und zum Gebrauch ausgeklappt werden. Beide Reifen bleiben am Boden, das Fahrrad wird etwas zur Ständerseite gekippt und steht zusammen mit dem Ständer auf drei Punkten. Probleme treten beim Typ Parkstütze mit dem Vorderrad auf. Da es noch einschlagen kann, kann es das Gleichgewicht des Fahrrades verändern und das Fahrrad trotz des Ständers zum Überkippen und damit zum Fallen bringen. Die Labilität hat ihre Ursache in der Neigung des Steuerkopfwinkels, die Entlastung des Sattels und damit Rahmens vom Gewicht des Fahrers und Belastung des Vorderrads mit vor der Lenkachse liegenden Massen von Vorderrad, Lenker und – mit typisch langen Hebelarmen – Frontkorb samt Inhalt, der zusätzlich beweglich sein kann.
Je nach Länge steht das Fahrrad noch fast senkrecht, oder es ist bereits ziemlich geneigt. An einigen Fahrradständern lässt sich die Länge einstellen. Zur Fahrt wird der Ständer in eine waagerechte Lage hochgeklappt. Beim einbeinigen Hinterbauständer (siehe oberes Bild) treten bei richtiger Länge die wenigsten Probleme mit unebenen Böden und schwerem Gepäck auf dem hinteren Gepäckträger auf.

### Zweibeinige Ständer

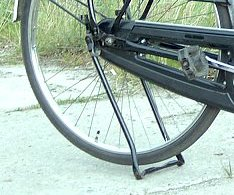
Zweibeiniger Ständer in viereckiger Ausführung

Sehr sicher steht das Fahrrad auf einem zweibeinigen Ständer, solange der Boden flach ist. Dieser Ständer wird üblicherweise unter dem Tretlager angebracht und hebt im ausgeklappten Zustand ein Rad des Fahrrades in die Luft.
Da bei diesem Ständer das Rad, anders als bei einbeinigen Ständern, praktisch senkrecht steht, ist er besonders geeignet für Räder mit schwerer Beladung. Daher wird er etwa bei Posträdern eingesetzt.

### Befestigung am Rahmen
Viele Fahrradständer werden mit einer Klemmvorrichtung (ähnlich einer Rohrschelle) an einem oder mehreren Rahmenrohren befestigt. Dies ist allerdings nicht optimal, weil die Klemmvorrichtung aufwändig ist und den Rahmen beschädigen kann.
Daher haben viele Fahrradrahmen fest angebrachte Aufnahmen für die Montage eines Ständers.
Für Ständer, die am Tretlager befestigt werden, ist bei vielen Rahmen eine Lochplatte hinter dem Tretlager zwischen den Kettenstreben vorgesehen. An diese kann von unten ein Ständer angeschraubt werden. Für Hinterbauständer gibt es die standardisierten Aufnahmen KSA 40 und KSA 18. Diese Aufnahmen befinden sich an der linken Kettenstrebe kurz vor dem hinteren Ausfallende. Sie bestehen aus einer kleinen Platte, mit zwei Löchern im Abstand von 40 bzw. 18 mm, an die der Hinterbauständer angeschraubt wird.

## Historische Entwicklung

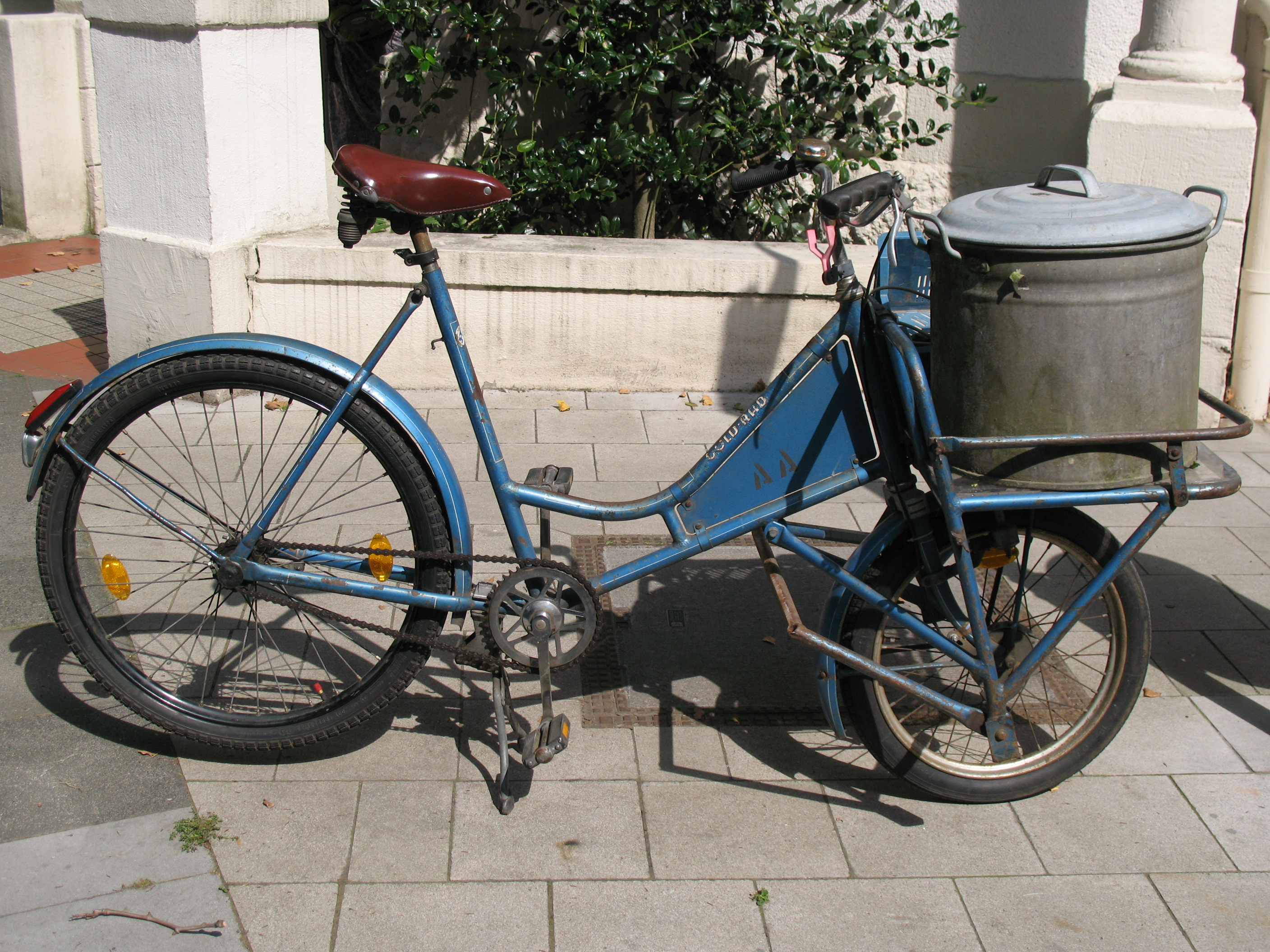
Bäckerrad von 1955 mit Zweibeinständer

Bäcker(zwei)räder mit großem, rahmenfestem Frontkorb oder Ladefläche über dem kleineren 20-Zoll-Vorderrad hatten seit jeher einen 45–50 cm breiten H-Zweibeinständer. Beidseitig wird dieser von etwa 8 cm langen Spiralfedern bei Fahrt hochgehalten. Ein links vorstehenden Rohrstummel erlaubt das Niederdrücken bis zum Boden. Durch Ziehen am Lenker nach hinten  wird der Vorderbau etwas angehoben, bis die Kniehebel auf Anschlag stehen.
Damit nicht das gesamte beladene Rad mit hoher Schwungmasse nach hinten gerückt werden muss, hatten ähnlich gestaltete Räder der Österreichischen Post um 2000 etwa 8 cm großen Rollen an den Ständerbeinen.
Alte Waffenräder von Steyr hatten oben am Steuerkopfrohr an einer Seite eine Rändelmutter von knapp 2 cm Durchmesser. Zog man diese mit 2 Fingern rechtsdrehend an, wirkte innen eine Bandbremse auf den Gabelschaft, was das Anlehnen des Rads mit einem der Holzgriffe an etwa eine Hausmauer ermöglichte, weil das Umschlagen des Lenkers eingebremst war.
Während noch in der Nachkriegszeit Anlehnbügel vor Hauswänden und an Gehsteigrändern üblich waren, wurden diese mit Zunahme des Autoverkehrs weniger geläufig.
Bald nach den bunt lackierten Rädern ab 1960 kamen Radseitenständer aus Aluguss, etwa
von ESGE zur Montage hinter dem Tretlager auf. Eine mittige Schraube, M10 mit 8-mm-Innensechskant, presst zwei Druckplatten aus Alu mit Warzen von oben und unten an das Paar Kettenstreben. Die untere Platte trägt links unterhalb das Gelenkgehäuse mit etwa quer zur Fahrtrichtung liegender Stahlachse. Der leicht geknickte Ständerarm verläuft eingeklappt parallel zur und 3 cm unterhalb der linken Kettenstrebe. Mit der Schuhspitze wird der Arm nach unten und etwas nach vorne gedrückt. Nach etwa 105° Schwenkwinkel stößt er an einen Anschlag am Gehäuse. Eine Stahlspiraldruckfeder in einem radial zur Drehachse stehendem, konischem Sackloch umgreift eine Buckel gegenüber dem Ständerbein um dieses zu den beiden Endpositionen zu treiben. Die Achse ist als geriffelter Kerbstift eingepresst. Zwischen der Hebelnabe und dem Gelenkgehäuse ist heute mitunter ein etwa 0,3 mm dünner, einhüllender Bügel aus Chromstahl zur Reduktion des Abriebs an den Aluteilen verbaut. Zweckmäßig ist gelegentliches Fetten.
Dass die linke Tretkurbel bei der ersten Vorwärtsdrehung unten den Ständerarm ein Stück über den Totpunkt der Feder mitnimmt und somit ganz zum Einklappen bringt ist ein Sicherheitsmerkmal und komfortabel.
Die Einstellung der Länge des Ständers erfolgte ursprünglich durch (schräges) Absägen anhand einer angegossenen mm-Skala. Die hier flache Fase erleichtert das verdrehfeste Einspannen des Arms im Schraubstock.
Ein Arm mit typisch 12 mm Durchmesser braucht eine harte Aufstandsfläche ohne Löcher und Ritzen. Materialsparend konisch dünner werdende Ständerbeine haben mitunter einen breiteren Fuß ausgeformt. Mit Aufsteckfuß aus Kunststoff bleibt die Ablängbarkeit erhalten.
Es kommen schwere Konstruktionen ganz aus Stahl, verzinkt oder verchromt, vor, bei dem der Ständerstab (ca. 10 mm Durchmesser) durch einen Knick um etwa 80° seine eigene Drehachse ausbildet. Ein zweiter Knick um etwa 60° formt den Fuß, an den auch die Schuhspitze tritt.
Verschiedene Längenverstellmechanismen kommen vor: Teleskop mit Schraubklemmung, Reihe Rillen mit Rastfeder u. a.
Bei Alltagsrädern ist oft unten an den Kettenstreben des Rahmens eine Ständerplatte angeschweißt. An ihr können (faktisch) genormte Ständer wie von Pletscher-ESGE alleine mit einer 20 mm kurzen M10-Innensechskantschraube plus Sprengring befestigt werden. Aufgekantete Ränder der Platte bilden einen Verdrehschutz für die Ständerbasis.
Mit der zunehmenden Verwendung von Radanhängern, etwa für Kindertransport werden häufiger Hinterbauständer verwendet, die auch vom Anhänger eingeleitete Kräfte gut abstützen.